# Bảo tàng Orangerie
Bảo tàng Orangerie (tiếng Pháp: Musée de l'Orangerie)  là một phòng trưng bày nghệ thuật của trường phái ấn tượng và trường phái hậu ấn tượng nằm ở góc phía tây của Vườn Tuileries bên cạnh Place de la Concorde ở Paris. Bảo tàng nổi tiếng nhất là ngôi nhà cố định của tám bức tranh tường lớn Water Lilies của Claude Monet, và cũng trưng bày các tác phẩm củaPaul Cézanne, Henri Matisse, Amedeo Modigliani, Pablo Picasso, Pierre-Auguste Renoir, Henri Rousseau, Alfred Sisley, Chaïm Soutine, Maurice Utrillo, và những người khác
Phòng trưng bày nằm trên bờ Seine trong vườn cam cũ của Cung điện Tuileries trên Place de la Concorde gần ga tàu điện ngầm Concorde.

## Lịch sử

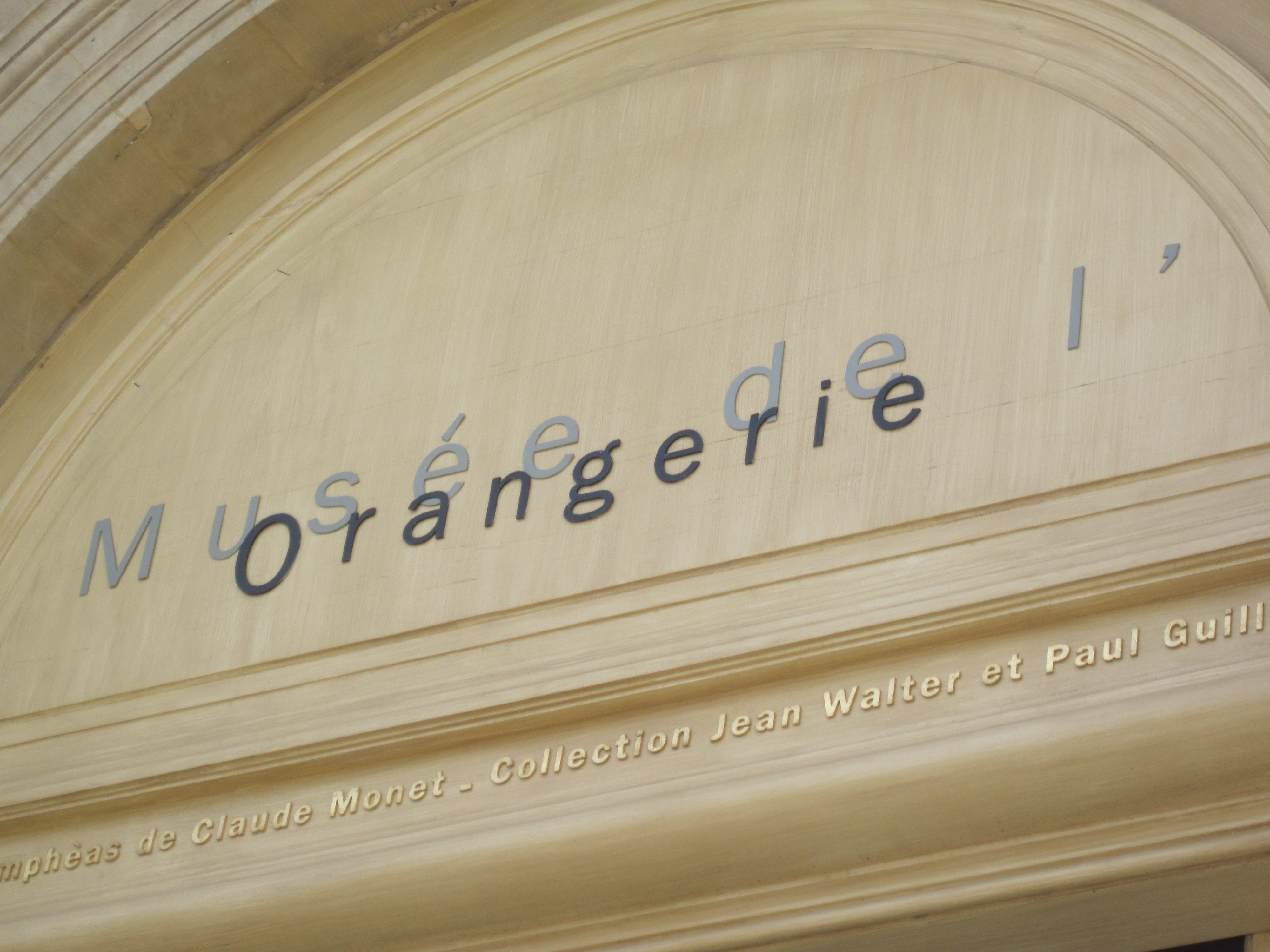
Tên của bảo tàng được ghi phía trên cửa

ên của bảo tàng Orangerie có nghĩa là vườn ươm cam. Tòa nhà bảo tàng được xây dựng năm 1852 trong vườn ươm cam thuộc Tuileries do kiến trúc sư Firmin Bourgeois thiết kế và được hoàn thành bởi người kế nhiệm là Ludovico Visconti. Công trình được xây dựng bằng chất liệu đá, có cửa kính bên phía sông Seine và mang phong cách kiến trúc cổ điển để phù hợp với cảnh quan. Khi đó, cung điện Tuileries vẫn nằm trong vườn, đến năm 1871 mới bị đốt cháy.
Từ thời Đệ tam cộng hòa, tòa nhà này được sử dụng cho nhiều mục đích: kho lưu trữ khí cụ, phòng kiểm tra và nơi trú ngụ cho binh lính lưu chuyển... rồi dành cho các triển lãm công nghiệp, làm vườn... Đôi khi cũng có cả các triển lãm hội họa. Cho đến năm 1921, tòa nhà được dành cho cơ quan quản lý nghệ thuật với mục đích làm cơ sở phụ cho bảo tàng Luxembourg.

## Water Liliescủa Monet

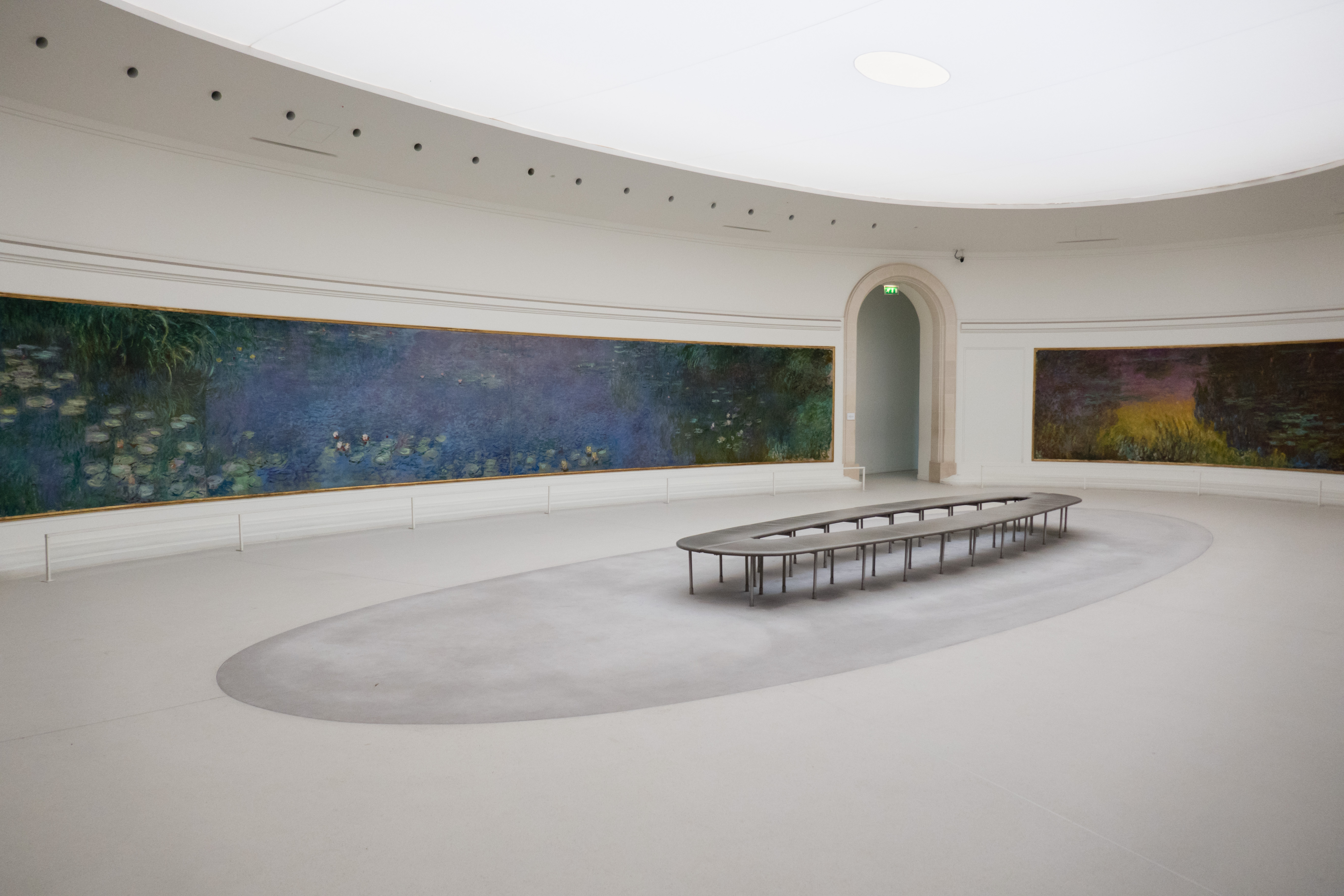
Hai trong 8 bức Nymphéas của Claude Monet trưng bày trong bảo tàng

Sơ đồ mặt bằng với các phòng hình bầu dục cho Nymphéas của Monet ở tầng trên và các phòng trưng bày cho phần còn lại của bộ sưu tập ở tầng dưới

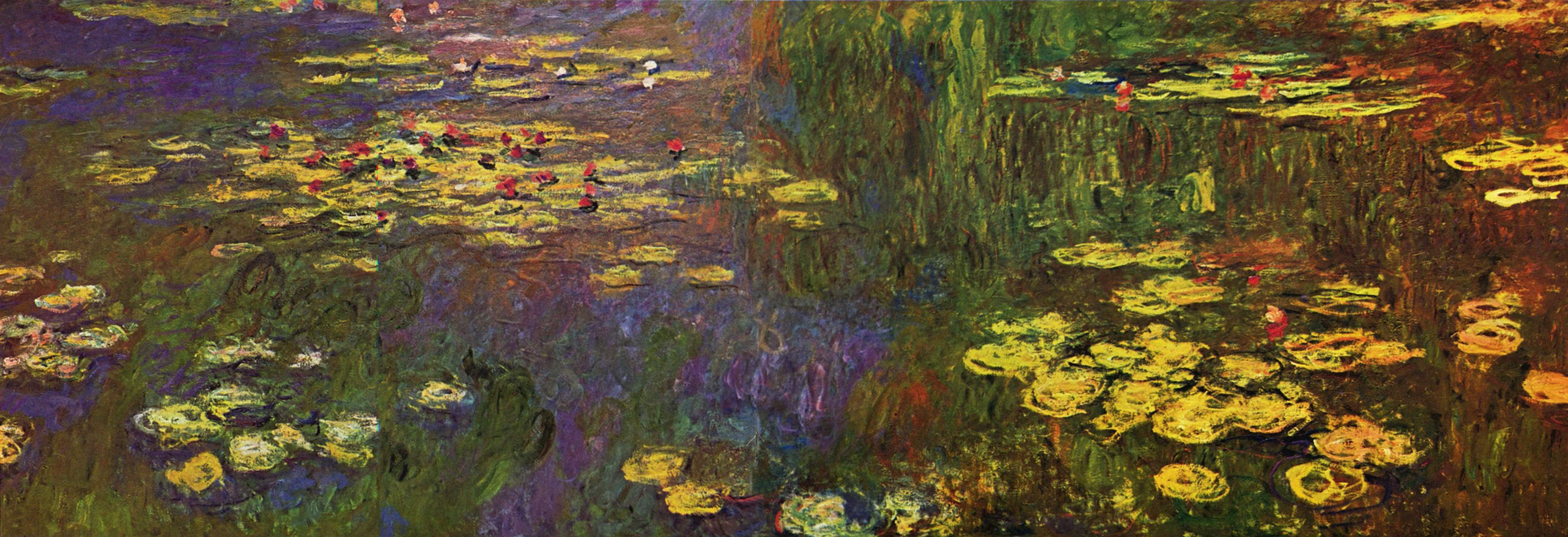
Tranh hoa súng của Monet

Sau đó, theo đề xuất của Georges Clemenceau, chính trị gia và là bạn của Claude Monet, Monet mang tới đây những tác phẩm về hoa súng (Nymphéas) mà ông vẽ từ năm 1914. Tới năm 1918 thì Claude Monet tặng lại bộ tác phẩm đó cho chính phủ. Sau khi Monet mất vào năm 1926, tới ngày 17 tháng 5 năm 1927, bảo tàng mở cửa cho công chúng. Kiến trúc sư Camille Lefèvre đã tu sửa lại công trình, trang trí theo phong cách « art déco ». Tòa nhà chỉ gồm một tầng, Camille Lefèvre bố trí phòng Nymphéas ở nửa phía đông. Còn phần còn lại dành cho phòng triển lãm.
Sau Chiến tranh thế giới thứ hai, bảo tàng được tặng lại bộ sưu tập của kiến trúc sư Jean Walter và nhà buôn tranh Paul Guillaume. Một lần nữa, công trình được tu sửa lại để đón nhận các tác phẩm mới. Kiến trúc sư Olivier Lahalle đã phá bỏ phòng triển lãm, chia lại tòa nhà thành hai tầng, thực hiện trong khoảng thời gian 1960 tới 1965. Từ 1978 tới 1984, công trình được sửa chữa lần thứ ba, gia cố và trang trí lại nội thất.

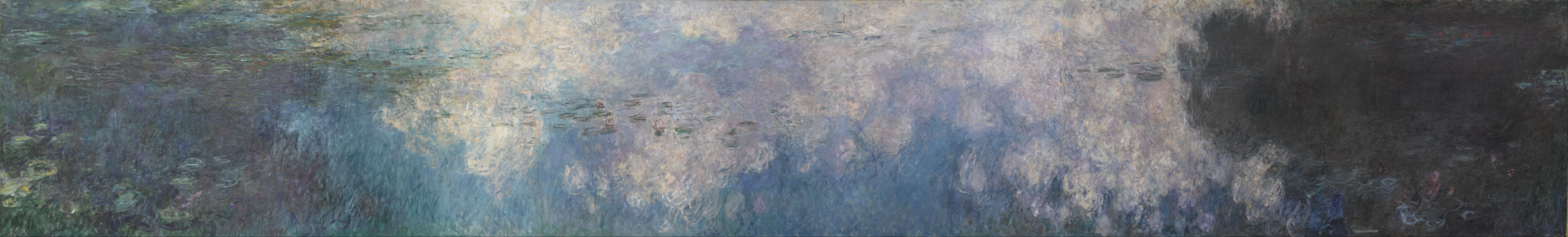
The Water Lilies - The Clouds, 1920–1926, Claude Monet, một trong tám bức tranh tường sơn dầu lớn của Monet được trưng bày trong hai căn phòng hình bầu dục trong Bảo tàng

## Cải tạo trong khoảng 2000-2006
Lần cải tạo gần đây nhất được thực hiện bởi Olivier Brochet giữa năm 2000-2006. Các phòng trước đây được xây dựng trên hai tầng đã bị phá bỏ và ánh sáng tự nhiên được phục hồi cho Water Lillies. Để trưng bày bộ sưu tập của Jean Walter và Paul Guillaume, các phòng đã được đào ra khỏi tầng hầm. Không gian triển lãm tạm thời, một khán phòng, một không gian giáo dục và một thư viện cũng được tạo ra. Việc cải tạo đã bị trì hoãn và thay đổi sau khi phát hiện ra phần còn lại của bức tường Louis XIII được xây dựng vào năm 1566 để bảo vệ Cung điện Tuileries. Bảo tàng được mở cửa trở lại vào ngày 17 tháng 5 năm 2006.
Năm 2010, Orangerie và Musée d’Orsay đã được liên kết về mặt hành chính theo Établissement public des musées d'Orsay et de l'Orangerie - Valéry Giscard d'Estaing (EPMO). Thỉnh thoảng, Orangerie vẫn tổ chức các buổi hòa nhạc khiêu vũ và piano và các sự kiện khác trong phòng trưng bày Water Lillies đã được phục hồi.

## Bộ sưu tập
Bảo tàng Orangerie sở hữu các tác phẩm của những họa sĩ: Paul Cézanne, André Derain, Marie Laurencin, Henri Matisse, Amedeo Modigliani, Claude Monet, Pablo Picasso, Pierre-Auguste Renoir, Henri Julien Félix Rousseau, Chaïm Soutine, Maurice Utrillo

Một số tác phẩm của bảo tàng Orangerie
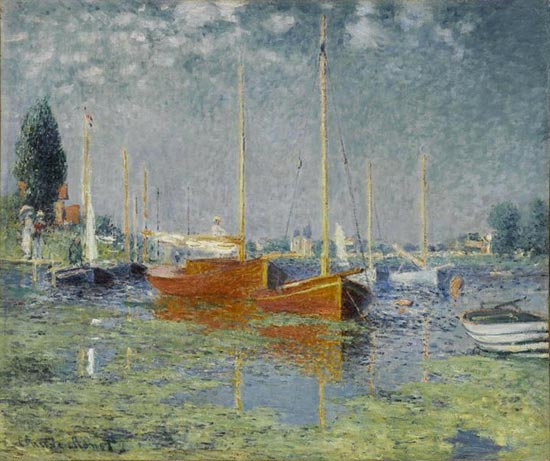
Claude Monet: Argenteuil
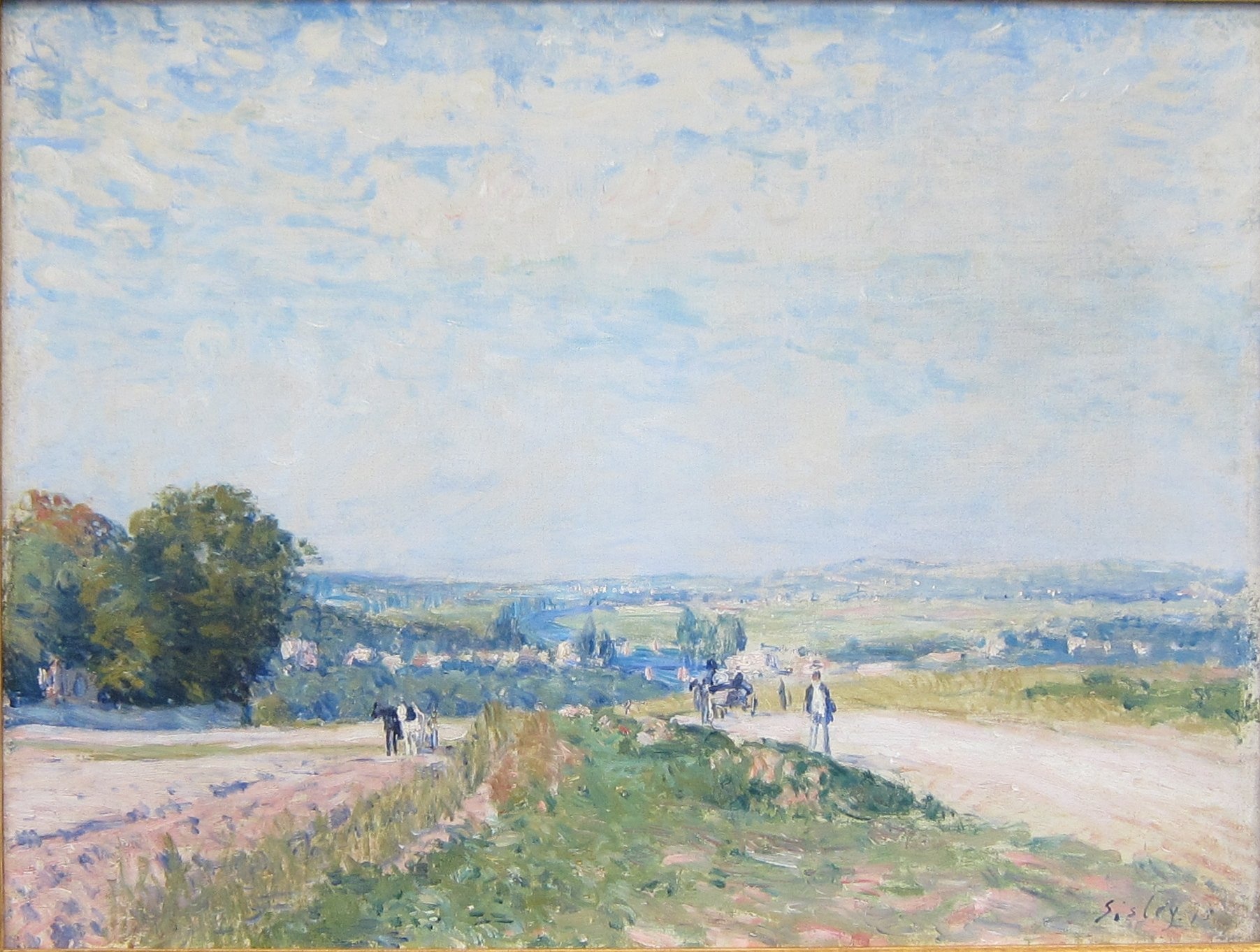
Alfred Sisley: Le Chemin de Montbuisson à Louveciennes
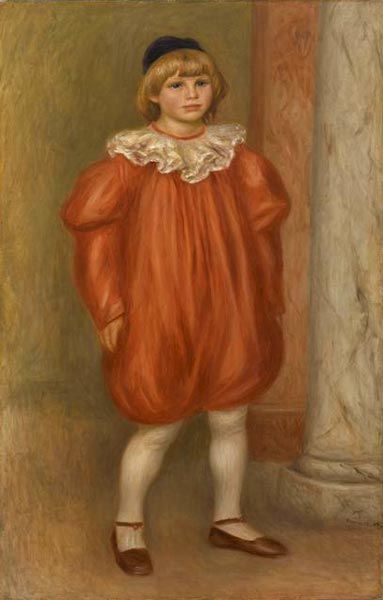
Pierre-Auguste Renoir: Claude Renoir als Clown
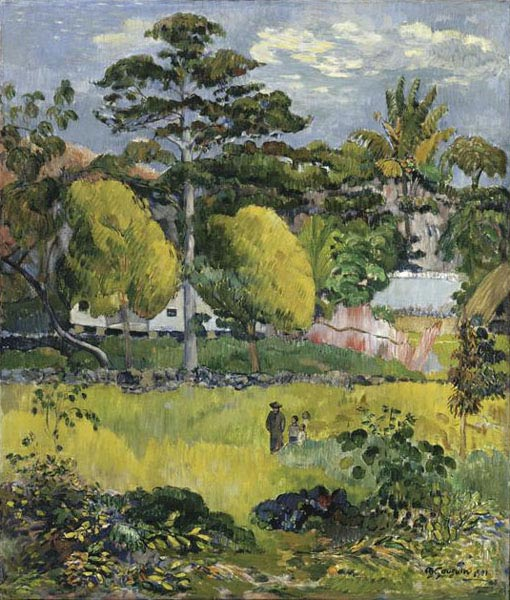
Paul Gauguin: Landschaft
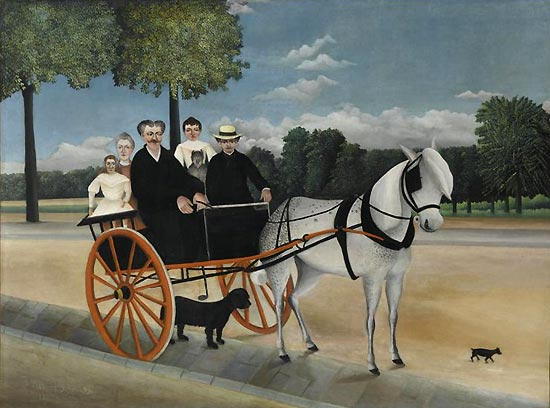
Henri Rousseau: Der Karren des Père Junier
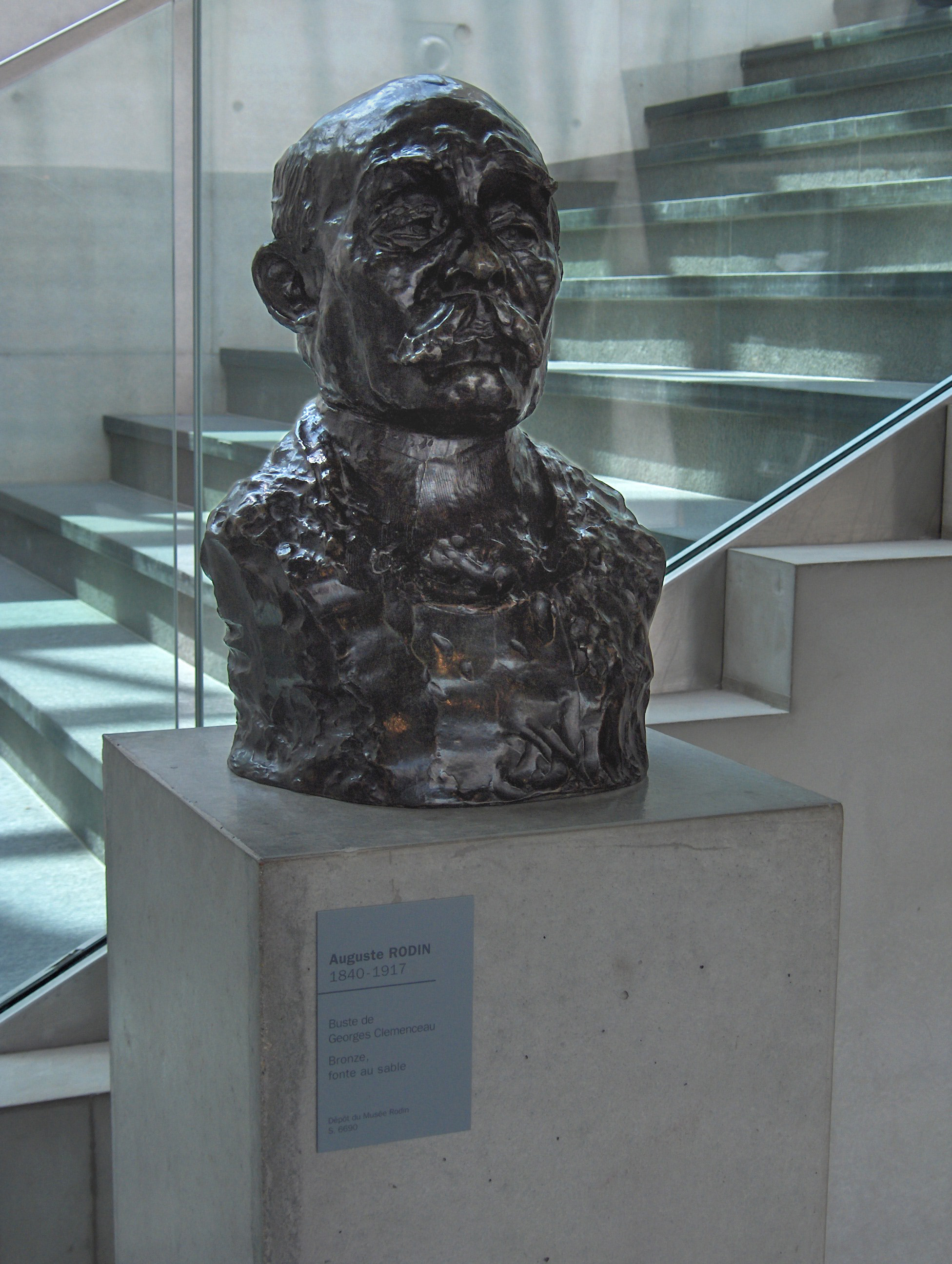
Auguste Rodin: Clémenceau
Paul Cézanne: Bildnis Madame Cézanne
Amedeo Modigliani: Paul Guillaume, Novo Pilota